# صوفيا بلدسو هيريك
صوفيا بلدسو هيريك (بالإنجليزية: Sophia Bledsoe Herrick)‏ هي محرِّرة وصحفية أمريكية، ولدت في 26 مارس 1837 في غامبير في الولايات المتحدة، وتوفيت في 9 أكتوبر 1919 في غرينيتش في الولايات المتحدة.